# Рафаїл Каліновський
Рафал Бебраський (у світі Юзеф Каліновський; 1 вересня 1835, Вільнюс — 15 листопада 1907, Вадовиці) — дворянин, інженер, повстанець, вчитель, монах ордену босих кармелітів, католицький святий. 

## Життєпис
Отримав добре виховання та освіту, і став військовим інженером. Після вибуху січневого повстання приєднався до повстанців і був одним з його лідерів. Схоплений росіянами, був засланий 1864 року до Сибіру на десять років примусових робіт. Після виходу на волю був вихователем Слуги Божого Августа Чарториського. У 1877 році вступив до Ордену Кармелітів Босих та отримав ім'я Рафала від св. Йосифа. Свячення прийняв 1882 року в Черній біля Кракова. Відзначався великою ревністю в чернечому та священичому житті; невтомно віддавався служінню в таїнстві примирення та духовному керівництву. Відновив Орден Кармелітів Босих в Польщі. 1983 року папа Йоан Павло ІІ долучив його до сонму блаженних, а у 1991 році проголосив святим.

## Рідне місто
Вільнюс. На рівні з іншими містами, воно має свого святого. Так, як Рим має св. Петра, Ассізі – св. Франциска, Падуя – св. Антонія, Краків – св. Станіслава, так і Вільнюс має (поряд зі св. Казимиром) св. Рафаїла Каліновського. Там він народився, там провів дитинство та юність і ціле життя перебував там серцем.

## Дитинство і молодість
Святий Рафаїл народився у Вільнюсі 1 вересня 1835 року в шляхетській польській сім'ї. Батьками його були Анджей Каліновський (професор математики в Шляхетському інституті) і Юзефа Полонська. Малий Юзеф – таке ім'я отримав св. Рафаїл у день святого Хрещення – не побачив усмішки своєї матері, бо вона померла через кілька тижнів після його народження. Вихованням хлопця зайнялася його тітка Вікторія, яка стала другою дружиною професора Каліновського. Після дев'яти років старанної опіки над улюбленим племінником і вона відійшла до вічності. У цій ситуації овдовілий чоловік і батько п'ятьох дітей (двоє – від першого шлюбу, троє – від другого) змушений був одружитися втретє. Вибір упав на Софію Путкамер, дочку Марилі Верещак, яку увіковічив у своїх поемах Адам Міцкевич. Святий Рафаїл охоче називав її мамою. Хлопець перейняв від чудової боголюбивої сім'ї побожність, ввічливість та елегантність. Він ніколи не забував про своїх рідних, тому що був дуже до них прив'язаний. У радощах і смутках, у піднесеннях і на засланні – "завжди про них пам'ятав і посилав їм квіти, які сам збирав на луках, як символ ніжної вдячності".

## Перші роки навчання
Коли Юзефові виповнилось дев'ять років, він розпочав навчання в Шляхетському інституті у Вільнюсі, де його батько був професором і директором. Хлопець вирізнявся кмітливістю і зразковою поведінкою. Один з його шкільних друзів, Станіслав Славінський, розказує: "Юзеф Каліновський, мій приятель з Шляхетського інституту, був обдарованим учнем. Щороку він блискуче здавав усі екзамени й отримував нагороди. Після закінчення навчання він отримав золоту медаль, а його прізвище викарбували на мармуровій таблиці, яка нагадує про його перебування в інституті". Єжи, наймолодший брат Юзефа, згадує: "Мій батько, вимогливий педагог, сказав якось, що абсолютно нічим не може дорікнути Юзефові".

## Важкий вибір університету
Сімнадцятирічний Юзеф Каліновський опинився на роздоріжжі, оскільки диплом Вільнюського інституту, хоча і з відзнакою, не задовільняв його. З іншого боку, навчання і все, що було пов'язане з культурою, релігією і Вітчизною, в сім'ї Каліновських дуже цінували. Батьки робили все, щоб відправити дітей на навчання до університету, а було це тоді нелегко. Після 1772 року, під час окупації Росією, два великі народи Польщі і Литви, злучені Унією, були позбавлені власних наукових і культурних центрів. Хоча молодь могла вступати до російських університетів, проте там вона була відірвана від свого середовища та патріотичних ідеалів. Саме такою була ситуація Юзефа та його братів. Юнак розпочав навчання в Рільничій академії в Хори-Хорках на спеціалізації зоологія, хімія, землеробство і бджільництво, але в подальшому навчання не продовжував.
Від батька Юзеф успадкував любов до математики та інших точних наук, тому він став студентом Миколаївської військової інженерної академії в Петербурзі. Йому дуже подобалось будівництво доріг і мостів, але на ці напрями студентів вже тоді не приймали.

## Інженер і математик
У 1859 році Каліновський закінчив навчання і став поручником. Щоб залишити морально нездорове і релігійно байдуже середовище, він покинув Петербург і почав працювати над проектом залізничної дороги Курськ-Київ-Одеса. У цьому специфічному оточенні, подалі від шуму і галасу великого міста, він відчував себе ближче до Бога і переборов симптоми кризи віри. "У цій постійній самотності, – пише він до своєї родини, – я зміг побудувати у собі внутрішнє життя, і скажу вам щиро, що така постійна робота над собою і з собою, далеко від людей,сторону змінила мене на краще. Я пізнав велику потребу закріплення релігійних понять і остаточно до них повернувся. "Водночас зростає його пошана до Цариці Неба. У своїх "Спогадах" він розповідає нам, як у ньому прокинулося "почуття віри в заступництво Діви Марії".

## Капітан Генерального штабу
На жаль, будівництво залізниці було перервано на невизначений термін. Юзеф залишає залізницю за власним бажанням і через те, що він не хотів оселятися в Петербурзі, його переводять у фортецю в Брест-Литовську на посаду керівника інженерних робіт. Каліновський прибуває туди у вересні 1860 року. Життя складається досить непогано – він стає капітаном генерального штабу. Та саме там Юзеф переживає час великих сумнівів, які спонукають його до висновку, що військова кар'єра – це не його покликання.У чому причина такого рішення? Одна з причин – важке становище католицької Церкви, яка переслідувалась царем; вимушене приєднання уніатів візантійського обряду до православних, а також безнадійна ситуація молоді, перед якою окупаційна влада закрила двері шкіл.
З власної ініціативи і на власну відповідальність він відкриває недільну школу для польських дітей, в якій одночасно стає вчителем і вихователем.

## Відставка
У Брест-Литовську Юзеф Каліновський зрозумів, що професія військового в царській армії суперечить його патріотичним переконанням. Тому він просить відставки зі звання капітана і шукає інше місце роботи. До такого рішення його спонукало, напевно, й те, що він був свідком антиросійської маніфестації під час відпустки у Варшаві в 1861 році, а до цього, знаходячись на лікуванні в Цехоцинку, спостерігав антипольські настанови в рядах царської армії. Остаточне рішення про відставку зародилося з вибухом повстання у січні 1861 року. Святий Рафаїл визнає, що "неможливо було залишатися у військовій формі, коли серце здригалося від усвідомлення про пролиття братньої крові".

## УчасникСічневого повстання
Юзеф Каліновський, як ніхто інший, знав мілітарну силу царської армії і міг передбачити, що повстання було приречене на поразку. "Занадто ясно поставала перед душею суперечність беззахисного народу з суперечністю уряду, який володіє великою збройною силою". Він був впевнений, що Польщі "треба пролити більше поту, аніж крові, бо останньої забагато вже пролито", – так писав Юзеф до свого старшого брата Віктора 17 березня 1863 року. В цій ситуації він постійно ставив собі запитання: "Чи можна мені біля стількох осіб, які все присвятили справі, що вважалась тоді національною, чи можна мені було залишатись бездіяльним?" І так він остаточно приєднався до повстання і став навіть Військовим Міністром в окрузі Вільнюс.

## Рятуючи життя ближніх
Святий Рафаїл так описує в "Спогадах" свою діяльність у повстанні: "Передусім я своєю діяльністю намагався допомагати, а там, де це було можливе, рятувати людське життя".
Коли за наказом Народного Уряду на початку липня 1863 року він повернувся з Варшави до Вільнюса, повстання було вже майже придушене. В місті панував несамовитий терор, який сіяв царський уповноважений Михайло Муравйов. Монастирі він замінював на в’язниці, наказав арештувати вільнюського єпископа Адама Красинського, якого невдовзі заслав на вигнання, протягом одного місяця підписав 18 смертних вироків і цілі села засилав на Сибір. У цій ситуації нелегко було керувати повстанням.
Майбутній святий – Юзеф Каліновський – намагався передусім рятувати людей і запобігати найгіршому, що могло очікувати його співвітчизників. Він знав, що людина реалізує себе в служінні іншим людям. Цей принцип керував ним тоді, коли він приєднався до повстання, хоча й передбачав, що воно буде придушене. У нього була тільки одна мета: рятувати повстанців: "відмовляти інших від вчинення помилки". Отець Отто Філек пише: "не мати жодної причетності у вчиненні великої помилки, а потім взяти добровільну участь і нести відповідальність за цю помилку, розділяти нещастя разом з іншими, нікого не звинувачуючи (а радше беручи на себе провину інших), – це красномовно свідчить про велич Юзефа Каліновського".

## Арешт і вирок
Після довгого і таємного шпіонажу в ніч з 24 на 25 березня 1864 року росіяни арештували Юзефа Каліновського і ув'язнили в домініканському монастирі, який став в'язницею для повстанців. Він був одним з останніх керівників повстання, що перебував на волі. Його провина була особливо важкою: екс-капітан царського війська став Військовим Міністром у повстанні проти царя. Тому вирок, який видав військовий суд 2 червня того ж року, був найважчий: смертна кара. Численні прохання його родичів, загальна повага, а передусім лист, який він сам написав до Муравйова, посприяли тому, що "Нерон поляків" змінив смертну кару на 10 років примусових робіт у Сибіру. Таким чином він уник ризику, що народ визнає Каліновського мучеником.

## Дорогою до Сибіру
Разом з іншими чисельними засланцями Каліновський вирушив у дорогу на Сибір. Ця подорож тривала дев’ять місяців з Вільнюса через Петербург, Москву, Перм, Тобольськ, Томськ, Красноярськ, Іркутськ аж до берегів озера Байкал. Подорожували залізницею, на човнах, заржавілих кібітках, на санях, а потім пішки через невивчені болота і лід, виставлені на хвороби і нескінченні марші. Каліновський зіткнувся з матеріальною і духовною убогістю мешканців тундри.
В дорозі він пережив радісну зустріч зі своїм шістнадцятилітнім братом Габріелем, також засланцем, а потім не менш болючу розлуку. Майбутній святий палко молився до Бога і до "Тієї, що Світить в Гострій Брамі" – покровительці мешканців Вільнюса, просячи допомоги в цій страшній подорожі життя. Багато його товаришів померли дорогою. "Місто Перм було місцем збору, з якого засуджених розсилали на схід..." – згадує Каліновський. "Від самої Пермі аж до Далекого Сходу величезні простори перед Уралом і поза ним ставали безмежним кладовищем десятків тисяч жертв, викинутих назавжди з лона власного народу. Вони вже назавжди поглинуті!"

#### "Архангел Товії"
Вдалу назву "Архангел Товії" має біографія Святого Рафаїла авторства Ілсе Лейтенберга. Та й справді, Святий Рафаїл був справжнім другом, товаришем у подорожі, схожим на архангела, який подорожував разом з Товією в Старому Заповіті. Особливо в дорозі до Сибіру. У цей болісний час він завжди пам’ятав про інших, міг не тільки героїчно долати біль і страждання, а й ділився всім, чим міг, всім, що мав: шматком хліба, сорочкою, усмішкою. Юзеф писав до своїх рідних у Вільнюс: "Пишу щиро, нужда тут велика, а на Батьківщині копійка легше дається, ніж тут, у Сибіру, а бути байдужим до людської біди я не можу".
В Сибіру працював у соляній шахті в селі Усолі, що на острові річки Ангари поблизу Іркутська. Після амністії від примусових робіт Юзеф і надалі був змушений перебувати в околицях Іркутська. Там він присвячував свій час навчанню депортованих дітей, а також допомагав отцю Кшиштофу Шверніцькому – настоятелю всього Сибіру – готувати дітей до першого Святого Причастя. Завдяки отцю Кшиштофу Юзеф вів багате духовне життя, заглиблювався в духовну літературу, часто приймав св. Таїнства. Згідно з його ж словами, все це він робив для того, щоб приготуватись до духовного стану, до якого давно відчував покликання.

## Нарешті вільний
2 лютого 1874 року Каліновський знову став вільною людиною. Але в декреті про звільнення була дуже жорстока умова: влада забороняла йому оселятися у Литві. Юзеф їде до Хрожова, щоб побачитися з батьком, матір’ю, братами і сестрами, а також до Студенек, до найстаршого брата Віктора. Тільки-но приїхавши, змушений прощатися — рідні переживають це дуже болісно. Його брат Єжи пише у своїх щоденниках: "Довгі роки страждань залишили на обличчі мого брата сліди невимовного болю. Але яка ж зміна в його душі! Його образ віддзеркалює повагу, зосередження, тривалий зв’язок з Богом".

## У Західній Європі
Юзеф Каліновський повернувся з сибірського вигнання з репутацією глибоко вірянина і морально дозрілої людини. Крім того, він був знаний як добрий вихователь молоді. Багато шляхетських сімей у Польщі пропонували зайнятися вихованням їхніх дітей; там він міг оселитися, оскільки заборона проживання стосувалась тільки Литви, а не Польського Королівства. Та він приймає пропозицію князя Владислава Чарторизького, який проживав у Парижі, і займатися вихованням його сина Августа. Родичі Каліновського не були задоволені таким рішенням, тому що після 10 років розлуки вони хотіли, щоб Юзеф тепер був поруч. Так він пояснює своє рішення в листі до матері, який написав у Варшаві 14 травня 1874 року: "Я не можу залишатись у Польщі, бо це було б перешкодою в реалізації важливої для мене справи, а саме — залишитись вірним прийнятому вже слушному рішенню; якщо здійснення його неможливе на Батьківщині, то буде можливе за кордоном". Про яку справу і рішення говорить Каліновський? Без сумніву, про прагнення присвятити себе службі Богу і ближнім як чернець і священик. У Польщі реалізація цієї мети була б неможливою, адже влада закрила всі новіціати і скасувала більшість монастирів.

## Біля нігЯсногорської Мадонни
Зустріч з князем Августином Чарторизьким була запланована на початок вересня 1874 року в Кракові. Дорогою до давньої столиці Польщі Каліновський затримався в Ченстохові, де "побачив силу-силенну людей, що заповнювали всі альтани храму і монастиря з надією наблизитися до вівтаря Мадонни і віддати їй честь". Марії він довірив реалізацію свого покликання до чернечого життя.

## Біля князя
Після зустрічі зі своїм учнем та вихованцем Августом у Синяві – маєтку Чарторизьких в південній Польщі і, провівши там кілька днів, вчитель і вихованець разом вирушили поїздом до Парижа. 27 жовтня 1874 року вони прибули до резиденції князя – готелю "Ламберт" на острові Сен-Луї у Парижі. У колі видатних особистостей польської еміграції Юзеф Каліновський був відомий як хороший вчитель, вірний друг, часто як вихователь молодого князя, а передусім – як його духовний наставник. Невдовзі князь захворів на туберкульоз, і лікарі порадили йому змінити клімат. У пошуках лагідного клімату і здорового повітря Каліновський з вихованцем побував у Трувілі і Ментоньє, в Піренеях та Альпах, в Італії і Швейцарії. Подорожі тривали З роки. Даючи власний приклад глибокого духовного життя, Юзеф намагався передати своєму підопічному найвищі ідеали святості. Кожного дня, звичайно разом з Августом, він брав участь у святій Літургії, часто приступав до Святого Причастя. Часто його бачили глибоко заглибленого у молитву. У його листах з тих часів знаходимо цитати св. Августина, св. Терези, св. Йоана від Хреста, св. Катерини з Сієни й інших наставників християнської духовності. Він також встановлює зв'язки з деякими ченцями з різних орденів, що перебували в еміграції, запитує їх про чернече життя і духовність. Каліновський робить це не без причини, адже він шукає такий орден, який відповідав би йому найбільше. Він отримує різні пропозиції. Остаточне рішення Юзефа — Кармель. 
Каліновський не хоче залишати Августа без доброго виховання і пропонує йому опіку духовної особи. Незабаром після прощання з Юзефом Каліновським молодий князь вступає до згромадження отців Салезіанів і стає настільки побожним, що після його смерті було розпочато беатифікаційний процес. У грудні 1978 року Папа Римський Йоан Павло II підписав декрет про героїчність чеснот молодого князя Августа Чарторизького.

## Покликання до Кармелю
За час вчителювання й опіки над князем Каліновський добре познайомився з родиною Чарторизьких і вважався за Божу людину. Він привернув до себе особливу увагу тітки Августа, княжни Марії Ксавери Чарторизької, босої кармелітки з Кракова, мрією якої було відновлення Кармелітського Ордену в Польщі. З цією метою вона шукала відповідних людей і в Каліновському вона побачила посланця Божого Провидіння, якого, зрештою, разом зі своєю спільнотою, вимолила у Бога.
Юзеф вирішує вступити до Ордену Босих Кармелітів. Покликання він почув у голосі, який кликав його до Кармелю.
У листі до батьків він пише: "Уже рік доноситься до мене голос, як відлуння, з-за ґрат Кармелю. Цей голос виразно звертається до мене, а я почув його; це спасенний голос, зісланий від безмежного Божого Милосердя. Я можу тільки взивати: На віки буду славити благодаті Бога. Мені не залишається нічого іншого, як просити вашого благословення".
І з цим благословенням Юзеф покинув дім Чарторизьких і подався до Лінца в Австрії на зустріч з провінціалом Босих Кармелітів.

## Новіціат у Граці і навчання в Дьйорі (Рааб нім.)
26 листопада 1877 року Юзеф Каліновський одягає кармелітський хабіт і отримує нове, чернече, ім’я: брат Рафаїл від святого Юзефа. "Благословенний Бог", – пише сорокадвохрічний чернець до своїх рідних у Вільнюс, – "Який запровадив мене під гостинну покрівлю братів святої Діви Марії. Тепер мені не залишається нічого іншого, як віддатися Йому до кінця і ніколи вже від Нього не відходити".
І з цією молитвою вдячності на устах минув перший рік новіціату: в тиші, самотності, зосередженні, у повному запалі вивчення кармелітської харизми. Читаючи твори святої Терези і святого Йоана від Хреста, він готувався до чернечих обітів.
Після складення перших обітів брата Рафаїла скеровують до конвенту в Дьйор в Угорщині з метою поповнення філософсько-теологічних знань. Там 27 листопада 1881 року він склав довічні обіти, після чого прибув у Черну біля Кракова в єдиний вцілілий монастир Босих Кармелітів.

## У Польському Кармелі
15 січня 1882 року єпископ Альбін Дунаєвський висвячує брата Рафаїла від святого Юзефа на священика. Цей князь Церкви, як і Рафаїл Каліновський, був політичним в'язнем та оборонцем волі Вітчизни, а згодом став кардиналом.
Тепер наступає 25-літній період напруженої праці і, зміцненний благодаттю святих Таїнств, отець Рафаїл вкладає в служіння священика всю свою енергію і багатий життєвий досвід. Молитву, роботу, навчання – усе він присвячує іншим, для того, щоб служити допомогою в реалізації євангелічних ідеалів. Впродовж життя він займав багато відповідальних посад у провінції: настоятель монастиря в Черній, член провінціальної ради, провінціальний вікарій Босих Кармеліток, засновник і настоятель монастиря в Вадовіцах. Своєю самовідданою працею отець Рафаїл домігся відродження Ордену Босих Кармелітів на польських землях. Він був справжнім учнем Христа, а для братів – прикладом для наслідування.

## Духовність святого
Щоб ближче познайомитися зі святим Рафаїлом, варто знати, що він був людиною дії та ініціативи, шанованим сповідником і духовним провідником, апостолом єдності скандально поділених церков. Ще до вступу в орден він був прекурсором апостольства світських людей, а в ордені – інтерпретатором теології чернечого життя. Він не створював своїх теорій лише на письмі, але жив ними. Святі ж бо не відділяють науки від життя, і він також навчав прикладом свого життя.

## "Ходяча молитва"
Сучасники називали Отця Рафаїла "ходячою молитвою". Він постійно нагадував своїм братам: "Нашим головним завданням в Кармелі є в усьому, що ми робимо, розмовляти з Богом". Тому він прагнув через молитву розбудити життя Кармелю і зміцнити його суворістю, тишею і зосередженням – такими ідеалами жив він сам.
Людиною молитви Каліновський став вже у Сибіру, адже молитва дала йому силу пережити недолю вигнання: "Світ всього може мене позбавити, але залишиться одна недоступна для нього схованка: молитва". У важкі хвилини сибірського вигнання молитва була для нього всім: "Крім молитви, я не маю нічого, що б я міг пожертвувати: її можна вважати єдиною моєю лептою. Постити мені не можна, милостиню не має з чого давати, до праці немає сил. Залишаються тільки страждання і молитва. Особливих скарбів я не мав і не хочу мати". Він прагнув бути тихою непомітною людиною, старався не виділятися з натовпу. Але йому це не вдавалося, бо по натурі він був людиною, яка діяла на інших через молитву, через свою глибоку релігійність. Його молитва була молитвою справжньою, щирою і ніколи не була закрита на потреби інших. Навіть навпаки, вона вела його до альтруїстичного служіння і допомоги ближнім.

## Провісник апостольства світських
Одягаючи кармелітський хабіт, Юзеф Каліновський мав 42 роки. Його висвятили на священика у 47 років. Та відкриття багатства віри наступає вже після закінчення Петербурзького університету. 15 серпня 1863 року він, після довгої перерви, висповідався (не мав тоді ще 30 років).. Від моменту цієї переломної сповіді Юзеф не тільки сам переживав уповні всі таємниці нашої віри, а й старався допомагати іншим, щоб і вони могли черпати з джерела благодатей, залишених нам Спасителем у церкві. До кола цих осіб належали насамперед родичі, друзі і нещасливі люди, яких він зустрів на життєвому шляху.
Педагогічні схильності проявився в Юзефа ще під час його перебування у Брест-Литовську. Там він заснував невеличку недільну школу для вбогих дітей, у якій був і вчителем, і вихователем. Під час подорожі до Сибіру він дуже вболівав над моральною вбогістю молоді. Виховну діяльність у широкому масштабі він розпочав у місці заслання – в Усолі, потім – в Іркутську. Юзеф навчав дітей катехизму і, щоб закінчити підготовку дітей до прийняття Першого Святого Причастя, він відтягнув виїзд із сибірської каторги. В Іркутську він опікувався також сиротами – дітьми засланців. Каліновський був вихователем також у Смоленську, де проходив останній етап заслання. Свій педагогічний талант він підтвердив, будучи вихователем князя Августа Чарторизького в Парижі. 
Крім молоді, Каліновський був апостолом для своїх товаришів по недолі, серед яких не всі були католиками; більшість з них були байдужі до релігії. Його апостольство було насичене молитвою і милосердними вчинками. В листі до батьків із заслання він пише: "Я вже готовий до перенесення всіх негараздів. Бог мене не залишить. Я маю внутрішній скарб, якого ніхто не зможе в мене забрати або щось додати через матеріальні блага, а є люди, яких матеріальна вбогість веде до морального занепаду. Про них я передусім турбуюсь, коли прошу вас про фінансову підтримку". 

## Відданий сповідник і духовний керівник
Каліновський прославився в ордені як духовний керівник і як сповідник. Конфесіонал (сповідальниця) став привілейованим місцем його апостольської діяльності. Він був сповідником і духовним керівником різних суспільних верств: ченців, черниць, священиків, світських осіб, своїх рідних. "Він охоче присвячувався людям, що сповідалися", – розказує один зі свідків беатифікаційного процесу, – "бажаючи допомогти пенітенту, він про все детально розпитував, труднощі радо пояснював, давав добрі поради. Відходячи від сповідальниці, людина була дуже задоволена і відчувала, що Отець Рафаїл ставився до неї з батьківською любов'ю". Одна з Босих Кармеліток визнає: "Я вже була в той час більше, ніж двадцять років черницею, але зізнаюсь, що тільки тоді, коли я обрала собі духовним керівником Отця Рафаїла, то розпочала ніби другий новіціат, змінивши життя".
Сповідальниця була для Отця Рафаїла також джерелом радості священства. Один з його біографів, отець Гонорат Гіль пише, що "найбільше радості приносили йому зустрічі у сповідальниці з братовою, Хеленою з Веринів, жінкою брата Габріеля. Вона була кальвіністкою дуже прив'язаною до своєї віри. З побоювання, щоб Отець Рафаїл не намагався її навернути, вона ставилась до нього дуже сухо. У серпні 1890 року, в костьолі Босих Кармеліток на Лобзові (в Кракові) Хелена без попередження підійшла до сповідальниці Отця Рафаїла і заявила, що прагне скласти визнання католицької віри. Дещо пізніше вона стала сестрою Вандою".
При сповідальниці Отця Каліновського навернулося багато осіб. Багатьох він вилікував від дріб’язковості, багатьох – вивів на дорогу глибокого внутрішнього життя.
Святий Рафаїл є покровителем сповідників. Він також є заступником загублених, які прагнуть приступити до Таїнств Покути і Поєднання.

## Апостол єдності Церкви
Вихований серед різнорідності віросповідань у Вільнюсі, Святий Рафаїл від самого дитинства зіткнувся з проблемою поділу християнства, царським утиском як католиків латинського обряду, так і уніатів і постійною підтримкою православ'я. Тому його мрією було дочекатися тієї хвилини, коли б сповнилася воля Христа, скерована до Отця: "щоб усі були одно".
Навіть більше, екуменічна діяльність, на його думку, іде в парі з ідеалом Кармелю. Такі рядки читаємо в його спогадах з сибірського заслання: "Книга життя святих (...) дуже роз’яснила мої погляди. Я прочитав у ній нотатки про Кармелітський Орден і виникнення його спочатку на Сході, а потім поширення на Захід. І тоді в мені промайнула думка: це власне той чернечий орден, який повинен з'єднати православних з Католицькою Церквою".
Боже Провидіння вчинило, що десятьма роками пізніше він вступив до цього ордену і не щадив сил для справи об’єднання християн. Незважаючи на те, що іноді йому бракувало сил, що підводило здоров'я, це було єдиним його прагненням, єдиною його мрією: "Прошу молитися за мене", – пише він до кармелітки з Франції, – "щоб Бог дав мені благодать полюбити страждання і витривалість на цій дорозі. Хоча мені вже 62, я не можу звільнитися від думки, що добрий Бог, якщо я залишуся йому вірним, змусить мене своєю благодаттю працювати ще для єдності Вселенської Церкви через Кармель Матері Божої". З цією метою він через своїх знайомих поширював кармелітський скапулярій. Ця побожна практика приносила бажаний урожай на екуменічному полі, бо значна кількість православних просила про цю Маріїну шату. З цією метою Отець Рафаїл посилав скапулярій до Угорщини, а особливо до Сибіру, тому що було для нього "неможливим звільнитися від думки про єдність Вселенської Церкви, яка стала для нього необхідністю. Отець Зенон Квієк після розмови з Отцем Рафаїлом і сповіді покинув єресь маріавітів і повернувся до парафії.

## Вірний чернець та почитатель Матері Христа
Чернече покликання, згідно зі словами Святого Рафаїла, не відрізняється від християнського покликання. Воно є тим самим християнським покликанням, реалізованим досконалішим способом. Чернече покликання – це доповнення християнської консекрації. Згідно з його словами: "монаше життя зміцнює, вдосконалює і підносить до висоти перше духовне життя, розпочате в Богові завдяки святому Хрещенню. Чернець є тільки християнином, що стоїть ближче до Христа". "Обов'язки, які бере на себе чернець, складаючи обіти, це ніщо інше, як праця над прагненням до досконалості, до з’єднання з Богом через виконання обов'язків, встановлених уставом у дусі і правді, з надією побачити колись Бога в Небі". Святий Рафаїл жив цією дійсністю, переживав свою чернечу консекрацію, вдивляючись, згідно з духовністю Кармелю, в Матір Христа. Наслідувати Марію, Книгу, в якій Предвічне Слово, Христос, дає читатися світові (...), хто ж більше повинен, як не ми, кармеліти, подвійні Її сини. Наслідуймо Її чесноти і будьмо Її вірними дітьми.

## Остання хвороба і смерть
Земне життя Святого Рафаїла закінчилося 15 листопада 1907 р. у Вадовіцах, коли він був настоятелем монастиря. В останні місяці життя, виснажений працею і хворобами, він дуже страждав. В одному з листів до свого друга отця Вацлава Новаковського, капуцина, Отець Рафаїл написав: "Завтра задушний день. Будучи малим хлопцем, я мав сон-видіння, що в задушний день помру. Можу померти, а можу і не померти, та висповідатись не зашкодить. Тому я сердечно тебе вітаю і прошу про "De profundis". Той сон-видіння з дитячих років якоюсь мірою збувся, бо він помирав як монах-кармеліт, а саме: у кармелітській Літургії на 15 листопада припадає спомин всіх померлих Ордену Босих Кармелітів.

## Слава святості
Звістка про смерть Отця Рафаїла швидко розійшлася по всій Галичині і поза її межами. "Святий помер" – передавали люди з уст в уста. Біля монастирської брами почали громадитися люди. На будинку вадовіцького магістрату вивісили чорний прапор, вшановуючи пам'ять колишнього повстанця. До осиротілого монастиря надходили телеграми-співчуття. Секретар краківського єпископа писав: "Кардинал Лузина поділяє біль монахів ордену. Він пожертвував сьогодні Службу Божу за святої пам’яті Рафаїла, який, треба вірити, пішов по вічну нагороду". Львівський архієпископ, отець Юзеф Більчевський, надіслав телеграму: "Щиро поділяю ваш смуток з приводу смерті Отця Каліновського. Єдиною потіхою є надія, що ми здобули в ньому великого покровителя в Бога. Я звершив за нього Божу Службу ". Ніхто не дивувався, що Отця Рафаїла вже за життя вважали святим. Один з польських єзуїтів, отець Й.М.Кузнович, визнає: "Це було, я вже добре не пам'ятаю, в 1906 чи 1907 році. Коли я виходив з поїзда на станції Краків, то почув за собою якесь заворушення і заклики "Святий іде!" Я зупинився і побачив, що багато людей ставали на коліна перед Слугою Божим Отцем Рафаїлом Каліновським. На мене пошана цих людей і постать Отця Рафаїла справила незабутнє враження. Відтоді я говорив багатьом людям: якщо я колись міг бачити святого на землі, то я бачив його в особі Слуги Божого Отця Рафаїла Каліновського".

## Свідоцтво Святішого Отця святого Йоана Павла II
Тільки через тринадцять років після смерті святого Рафаїла Каліновського у Вадовіцах 18 травня 1920 року народився Кароль Войтила, Папа Римський Йоан Павло ІІ. Про постать славного кармеліта Святіший Отець багато чув від своїх рідних. Саме він як наступник святого Петра підписав Декрет про героїчність чеснот Святого Рафаїла, саме він його беатифікував 22 червня 1983 року в Кракові, столиці метрополії, зарахував Отця Рафаїла Каліновського до лику Святих, канонізуючи його 17 листопада 1991 року в Базиліці св. Петра в Римі. 
Деякі з польських босих кармелітів пам’ятають молодого Кароля, який приходив до їхнього храму у Вадовіцах. Він брав участь у св. Літургії, чернечих урочистостях, дев’ятниці перед урочистістю Матері Божої св. Скпулярія. Там також він радо сповідався. Багато босих кармелітів пам’ятають про духовні зв’язки з Кармелем спочатку семінариста, потім молодого священика, пізніше – єпископа Войтили. Загальновідомими є дві промови Святішого Отця про Отця Рафаїла Каліновського. Вони представляють Святого як героїчну людину, приклад якої мав великий вплив на духовне формування майбутнього Папи Римського. Перша з них була виголошена 12 травня 1963 року в храмі Босих Кармелітів у Кракові з нагоди святкування 100-річчя Січневого повстання. З нагоди цієї події була відкрита меморіальна таблиця вшанування пам’яті Отця Рафаїла Каліновського і Брата Альберта Хмелевського, який був злучений зі Святим у патріотичному повстанні, монашому житті та беатифікації. Друга промова була скерована до вірних, зібраних біля могили Слуги Божого в Черній 15 листопада 1966 року з нагоди Тисячоліття Хрещення Польщі. В обидвох промовах Святіший Отець говорив про любов Слуги Божого Отця Рафаїла Каліновського до Вітчизни, яка підштовхнула його до участі у повстанні за її незалежність, і про любов до Бога, яка привела його до Кармелю.
У пам’ятній книзі монастиря в Черній зберігся такий запис архієпископа Войтили з 22 серпня 1965 року: "Нехай Всемогутній Бог дозволить нам побачити отця Рафаїла в славі блаженних". Того ж дня архієпископ відправив молебень про беатифікацію Слуги Божого. Архієпископ, а потім кардинал Войтила був постійним паломником до могили Святого Рафаїла. Він часто приїжджав туди неофіційно, без попередження чернечої спільноти. У переддень конклаву Кароль Войтила прибув до Черної з групою священиків, які відзначали річницю своїх свячень. Зібравши їх біля могили Отця Рафаїла, він поставив його за взірець священичої святості і молився про його беатифікацію. Він, напевне, тоді не припускав, що сам його беатифікує. Як намісник св. Петра, папа Йоан Павло II ніколи не забував про Слугу Божого Рафаїла Каліновського, при кожній нагоді згадував його і говорив про свої зв'язки з кармелітською духовністю. 
22 квітня 1979 року Йоан Павло II відвідав Міжнародну Колегію Босих Кармелітів у Римі і очолюваний ними Папський Теологічний відділ "Teresianum". Папа Римський тоді сказав: "Босих Кармелітів я знаю з дитинства. Я народився, як ви напевно знаєте, у Вадовіцах, де знаходиться ваш монастир. Деякий час його настоятелем був Слуга Божий Отець Рафаїл Каліновський. Від перших років мого життя я звик до вашого характерного чернечого вбрання. Я часто ходив до вашого храму, де брав участь у св. Літургіях та молебнях".
22 січня 1982 року з нагоди візиту в Генеральну Курію Ордену Папа Римський сказав до чернечої спільноти: "Коли я споглядаю в минуле, розпочинаючи від моїх дитячих років, я бачу, що жив по сусідству з кармелітським монастирем, у місці позначеному життям, а потім і смертю Слуги Божого Отця Рафаїла Каліновського, і настоятеля монастиря в Вадовіцах. (...) Дитиною я зустрів кармелітів у їх чернечих вбраннях, спостерігав суворість їхнього життя, яку видно навіть зовні. І мушу додати, що від тих хлоп’ячих років я завжди сповідався в їхньому храмі. (...) Мушу вам сказати, що ви дали велике свідоцтво "певному одному" хлопцю (Папа Римський говорить про себе), "одному певному" юнакові; свідоцтво, яке залишило слід на все його життя".
У 1983 році під час святкувань 40-річчя від смерті святої Терези від Ісуса в Сеговії (Іспанія) Папа Римський, говорячи про видатних синів та дочок Кармелю, заохочував згадати Отця Рафаїла Каліновського. Він згадав його ім’я разом з іменами зі св. Терези з Лізьє, бл. Єлизавети від Святої Трійці, св. Едити Штайн.
16 жовтня 1980 року в присутності кардинала Префекта і працівників Конгрегації у Справах Святих Йоан Павло II підписав Декрет героїчності чеснот Слуги Божого Отця Рафаїла Каліновського. Тоді Святіший Отець згадав про глибокі зв’язки з новим Слугою Божим, який помер у його рідному місті. Ще в дитинстві він чув від батьків і мешканців міста про чесноти цього польського Босого Кармеліта. Возводячи Отця Рафаїла до лику святих перед двома мільйонами вірних, які зібралися на розлогих підкраківських оболонях, Папа Римський сказав, що постать нового Блаженного була йому завжди близькою.
У річницю смерті Блаженного Рафаїла 15 листопада того ж року Святіший Отець прийняв делегацію Польської Провінції Босих Кармелітів. На слова подяки провінціального заступника Папа Римський сказав: "Я дуже щасливий, що ви відвідали мене саме сьогодні, в день народження для Неба Отця Рафаїла, Блаженного Отця Рафаїла. Я радію, що ми можемо тепер називати його Блаженним. Доручаю його особливому заступництву ваш Орден, Орден Сестер Босих Кармеліток, всю кармелітську родину, Третій Орден і цілу нашу Вітчизну". 
Після затвердження чуда, яке сталося саме у Вадовіцах в 1989 році і після Консисторії, скликаної 22 листопада 1990 року, Святіший Отець вирішив оголосити Святим Блаженного Рафаїла. Канонізація мала відбутися 17 листопада 1991 року в Базиліці св. Петра в Римі.
14 серпня 1991 року під час візиту до рідного міста Вадовіце з нагоди посвячення храму св. Петра Папа Римський ще раз згадав Святого Рафаїла. Тоді він сказав: "Новий храм вписується в панораму старих Вадовіц зі сторони Скави і перших підйомів Бескиду; вписується не тільки біля старої парафіяльної святині, але також біля храму Отців Кармелітів, де на початку цього століття настоятелем був Благословений Рафаїл Каліновсъкий. Очікуємо на його канонізацію ще цьогоріч в Римі". Радість від завершення канонізації Папа Римський висловив у коротких, але дуже красномовних словах, скерованих до офіційної урядової делегації Республіки Польща, яка зібралася в Климентинській залі. Гостей Папі Римському Йоану Павлу II представив президент Лех Валенса разом з маршалком сенату Андрієм Стельмаховським. Перед прощанням з ними Святіший Отець сказав: "Всім вам дуже дякую за сьогоднішній візит; цей день справді урочистий, особливий та історичний не тільки тому, що згадуємо минуле століття, але, напевне, ідемо вперед, у майбутнє. Дуже красномовною була присутність тут поляків і наших братів литовців часі під час цієї канонізації, яка є дуже близькою для мене, тому що я народився там, де закінчилося земне життя Отця Рафаїла".

## Культ святого
Після канонізації Святий Рафаїл Каліновський став власністю всієї Вселенської Церкви. У храмах, особливо кармелітських, почали поміщати ікони та реліквії нового Святого. На його честь збудували багато святинь. Святий Рафаїл є покровителем багатьох установ: Солідарності, Спілки сибіряків, Товариства лікарів, також різних закладів, як наприклад, лікарень, шкіл, сиротинців. За свого покровителя його часто вважають вчителі, вихователі, військові, державні службовці, ув’язнені, емігранти, а насамперед – священики і сповідники. 
Урочистість св. Рафаїла Каліновського відзначається в Польщі 20 листопада. Реліквіям Святого приносять шану в спеціально побудованій каплиці в Черній біля Кракова. Ікона, біля якої Отець Рафаїл був проголошений Блаженним, знаходиться в храмі Босих Кармелітів у Клюшковцях біля Чорштина. Натомість ікона, яку писали для базиліки св. Петра в Римі на час канонізації, знаходиться у Влощовіцах в храмі Босих Кармелітів біля Піотрковіц Кєлєцької дієцезії.
Святий Рафаїл є взірцем людини, яка в різних умовах з любові до Бога вміла служити ближньому. На Сибіру він був відомий як опікун покинутих дітей і молоді, як активний світський апостол посеред своїх товаришів недолі; в любові до Вітчизни, як вірний її син; в ордені і священстві, як "мученик конфесіоналу"; в щоденному житті як Святий.